# Městské muzeum Bystřice nad Pernštejnem
Městské muzeum Bystřice nad Pernštejnem je městské muzeum v Bystřici nad Pernštejnem, sídlí v domě čp. 1 na Masarykově náměstí.

## Historie
Zakladatelem muzea byl ředitel školy Ladislav Vondruška, byl vytvořen muzejní odbor a zvoleni jeho členové, byli jimi Edmund Fiša (starosta), Jindřich Leypold (soudce), František Seidl (advokát), Ladislav Vondruška (ředitel), Karel Konečný (učitel), Josef Štourač (učitel), František Domanský (měšťan), Vincenc Pálka (obuvník) a Jan Schwarzer (řezník). První schůze se konala 27. října 1913, v tě době bylo uvedeno, že pro muzejní sbírky budou sloužit obecní místnosti. Během první světové války byly předměty sbírek přesunuty do podkroví školy, v těchto prostorách zůstaly až do roku 1956. 8. dubna 1956 byly zakoupeny další předměty od starožitníka a muzeum bylo přihlášeno do Svazu česko-slovenských muzeí vlastivědných.
Po roce 1918 muzeum stále sídlilo v podkroví školy a jeho členové sbírali převážně etnografické předměty, hlavním hybatelem myšlenky muzea se stal ředitel zemědělské školy Vladimír Kříž, muzeum několikrát navštívil Dr. Jaroslav Helfert z brněnského zemského muzea, kdy radil při muzejní práci. V roce 1924 pomohl i s archeologickými výzkumy na hradě Aueršperku, kdy sbírky z tohoto průzkumu tvoří velkou část sbírek zaměřených na prehistorii Bystřicka. V této době muzeum nemělo stálé zaměstnance a financováno bylo z příspěvků a z darů města. Později byly uspořádány výstavy a prezentovány sbírkové předměty, také došlo k vydání soupisu sbírek v místním muzejním archivu.
V roce 1945 byly muzejní sbírky přeneseny částečně do zimní zemědělské školy. Zbylé předměty zůstaly v podkroví školy, které mělo být vykradeno vojáky. Po druhé světové válce došlo v režii Vladimíra Kříže v roce 1947 k uspořádání výstavy v budově školy pod názvem "Bystřice jindy a nyní", v roce 1952 byla uspořádána výstava "Lidová tvořivost na Bystřicku". V roce 1954 došlo k žádosti k Okresnímu národnímu výboru o povolení zřídit Okresní muzeum a alokovat na jeho činnost městské peníze a to od 1. ledna 1955. 11. října bylo Státní památkovou správou povoleno užít pro činnost muzea místnost na hradě Pernštejně, byly propůjčeny celkem tři místnosti. V roce 1955 byla ustanovena rada muzea, jejími členy byly František Abrahám, Josef Dobiáš, Zdeňka Kynclová, František Ostrý a Josef Pavelka.
Muzeum bylo slavnostně otevřeno 10. listopadu 1947, muzeum získalo správce Josefa Peterku, v roce 1960 došlo ke změně správních okresů a byl zrušen okres Bystřice nad Pernštejnem a byla uvolněna budova radnice využívaná pro okresní soud, od 1. září tak v těchto prostorách sídlilo místní muzeum. V květnu 1965 byla v těchto prostorech otevřena pamětní síň Gustava Pflegera-Moravského, 27. září 1973 byla v prostorách bývalého okresního soudu otevřena Síň odkazu Aloise Lukáška a téhož roku se městské muzeum v Bystřici stalo součástí Okresního muzea ve Žďáru nad Sázavou. V roce 1985 byly dokončeny expozice s tematikou odboje za druhé světové války a ve sklepě také expozice "Vývoj osídlení horní Svratky".
Městské muzeum v Bystřici nad Pernštejnem opětovně vzniklo v roce 1993, kdy zaniklo okresní muzeum ve Žďáru nad Sázavou a sbírky se tak staly majetkem města Bystřice. V tomtéž roce byla ve sklepních prostorech bývalé radnice uvedena expozice "Uran na Vysočině". V roce 2003 došlo k rekonstrukci budovy, kdy byla mimo jiné opravena mansardová střecha, v roce 2004 byl rekonstruován zadní trakt budovy a v roce 2005 byla opravena fasáda budovy a rekonstruovány interiéry, zároveň bylo vybudováno Městské informační centrum. O rok později byly rekonstruovány interiéry přízemí a bylo otevřeno Turistické a informační centrum, na dvoře byla vybudována přístavba s moderními sociálními zařízeními. a v roce 2007 byla rekonstruována půda, kdy vznikl depozitář, konzervátorská dílna a galerie, po průzkumu byly objeveny výmalby z 19. století a v jedné místnosti byly výmalby rekonstruovány. Otevření muzea po dlouhých rekonstrukcích proběhlo 26. dubna 2007.

## Expozice
Muzeum v Bystřici má ve sbírkovém fondu několik desítek tisíc fotografií, pohlednic, negativů a skleněných desek, stejně tak má ve fondech několik desítek tisíc tiskovin, listin, písemností a obrazů. Uchovává také více než 10 tisíc sbírkových předmětů hmotných.

### Živé ryby Vysočiny
Expozice se zabývá rybníkářstvím, kdy jako zakladateli rybníkářství se uvádí Pernštejnové. Expozice je umístěna ve sklepení muzea a její součástí jsou tři akvária rozdělená na Rybniční mělčinu, Proudovou řeku a Přehradu s dravci, dále jsou v expozici umístěna dvě menší akvária, kde jsou chráněné ryby, úhoř a mník. Součástí je také expozice starých rybářských potřeb. Expozice byla vytvořena ředitelem muzea Vladimírem Cisárem. Expozice byla otevřena 8. května 2014.

### Stará škola
Expozice pod názvem Stará škola uvádí ukázku staré školní třídy a starého školního kabinetu.

### Vývoj osídlení povodí Svratky
Expozice o vývoji osídlení v povodí řeky Svratky byla otevřena v prostorách muzea v roce 1985, později byla rozšířena o další předměty z muzejních sbírek muzeí pod hlavičkou Okresního muzea ve Žďáru nad Sázavou, novými předměty byly např. parohová palice z Doubravníku, kostěné hroty od Věchnova a podobné.

### Síň odkazu Aloise Lukáška
Alois Lukášek byl malířem, který byl v roce 1977 jmenován zasloužilým umělcem a v roce 1981 obdržel Řád práce, 27. září téhož roku byla otevřena pamětní síň v muzeu. Alois Lukášek věnoval soubor obrazů městu Bystřice nad Pernštejnem s tematikou krajiny Bystřicka a ty jsou tak vystaveny v pamětní síní.

### Uran na Vysočině
Expozice se věnuje hornické činnosti v regionu Bystřicka, je umístěna ve sklepení muzea a uvádí předměty spojené s hornictvím. Jsou ukázány důlní díla, mechanismy, nářadí a přístroje.

### Štěpánovská litina
Expozice s názvem Štěpánovská litina uvádí vzpomínky na slévárenskou výrobu v oblasti Bystřicka, počátky slévárenství se datují do roku 1572, kdy byly zaznamenány první hamry, v roce 1753 pak vznikla první slévárna.

### Etnografie, řemesla
Expozice se týká primárně cechů a řemesel v oblasti Bystřicka, uvedeny jsou příklady starých řemesel, ukázka praní prádla, prádla a vývoje praní a také horácká světnička. Prvním cechem, který v Bystřici nad Pernštejnem vznikl byl cech kovářský v roce 1481.

### Historie města Bystřice nad Pernštejnem
Expozice uvádí tři modely vývoje města.

### Přírodopisné sbírky
V přírodopisných sbírkách jsou uvedeny entomologické sbírky pod vedením Jaroslava Čápa a Oldřicha Macháčka, sbírky minerálů a hornin pod vedením Ludvíka Ducháčka a herbář pod vedením Jaroslava Čápa. Herbář byl založen v roce 2002 a k roce 2015 je jeho součástí cca 1500 záznamů.

### Galerie na půdě
V půdních prostorách je uvedena galerie, kdy ta je místem pro výstavy a koncerty.

### Zubštejn
Součástí muzea je zřícenina Zubštejn, ta se nachází přibližně 5 km východně od města.

### Aueršperk
Součástí muzea je zřícenina hradu Aueršperk, hrad byl založen přibližně v polovině 13. století, již v roce 1924 v jeho prostorách proběhly archeologické výzkumy, které znamenaly pro založení muzea a sbírkové fondy velký rozvoj.

### Pyšolec
Součástí muzea je zřícenina hradu Pyšolec, ty se nachází nad přehradní nádrží Vír II.